# Comuna Parutîne, Oceac
Parutîne (în ucraineană Парутине) este o comună în raionul Oceac, regiunea Mîkolaiiv, Ucraina, formată din satele Katalîne, Parutîne (reședința) și Prîbuzke.

## Demografie
Componența lingvistică a comunei Parutîne
     Ucraineană (87,41%)
     Rusă (12,1%)
     Alte limbi (0,35%)
Conform recensământului din 2001, majoritatea populației comunei Parutîne era vorbitoare de ucraineană (87,41%), existând în minoritate și vorbitori de rusă (12,1%).